# 詹保罗·里奇
詹保罗·里奇（義大利語：Giampaolo Ricci，1991年9月27日—），意大利男子篮球运动员，场上位置是大前锋。他曾代表意大利国家队参加2020年夏季奥林匹克运动会男子篮球比赛。